# Gino Cossio
Luigi Cossio, más conocido como Gino Cossio, fue un historietista italiano.

## Biografía
Hermano menor de los también historietistas Carlo  y Vittorio, durante la Segunda Guerra Mundial trabajó para la casa Edital, dibujando el álbum Un'avventura sul Potomac. Posteriormente, dibujó los primeros cinco álbumes de Ipnos y Za La Mort de Gian Luigi Bonelli, y veinte álbumes de Dick Lepre, serie editada por Tomasina.
A comienzos de los años 1950, realizó la serie breve de Il leone del Tigrai para Edizioni Gioventù y La regina dei Tapanhuas para Edizioni Alpe. En 1954, dibujó Ruzzolino, una historieta cómica de la revista Crì Crì, publicada por la editorial Dardo. Entre sus últimos trabajos, se encuentran una adaptación de Frankenstein, la Oesteada Silver, de 1959, y el fumetto nero Az10-Vampir, de 1965.